# Меч Ліктора
«Меч ліктора» (англ. The Sword of the Lictor) — науково-фентезійний роман американського письменни-фантаста Джина Вулфа, вперше надрукований 1982 року. Третя книга у 4-томній серії «Книга нового Сонця». Роман продовжує про Северіана, члена гільдії «Шукачів істини та покарання», описуючи його роботу а місті Тракс, а потім подорож з цього міста.

## Сюжет
Завершивши подорож, в яку був відправлений із Цитаделі, Северіан займає посаду Ліктора (або Майстра ланцюгів) міста Тракс. Його кохана Доркас впадає в депресію, частково через її статус партнерки скаженої та страхітливої постаті в чужому місті. Вона також все більше засмучується своїм таємничим минулим і переконана, що повинна розгадати свої таємниці, якими б тривожними вони не виявилися.
Рятуючись від екзотичної істоти, яка спалює речі та, здається, прийшли до Тракса, щоб знайти його, Северіан знову проявляє себе, виявляючи милосердя до засудженого, й змушений втікати з міста. Він з Доркасом відокремлюються, і Северіан на самоті йде в гори в пошуках Пелеринів, яких він вважає законними хранителями безцінної реліквії, котру Северіан несе, Кігтя миротворця.
У дорозі він бореться зі своїм ворогом Агією та Альзабо — звіром, який здобуває спогади тих, кого спожив, — а також банду людей, які вирішили стати тваринами. Щоб відволіктися цього насильства він бере на опіку хлопчика-сироту, маленького Северіана. Вони натикаються на село чоловіків, які претендують на здібності чаклунів та володіють більшою силою, ніж спочатку вважає Северіан. Врятуававшись від чергової небезпеки, оскільки ще одна небезпечна істота натрапила на його слід, Северіан зустрічає монарха зі свого минулого, Тифона, в стародавньому місті. Тифон намагається маніпулювати Северіаном під час складного протистояння. Маленького Северіана вбивають.
Продовжуючи свою подорож, Северіан втягується в локальний конфлікт на стороні поневоленої групи островитян. Потім він виявляє, що його давні товариші доктор Талос та Бальдандерс є поневолювачами, і він змушений битися з гігантськими Балдандрами.
У результаті цієї битви, в якій його меч і Кіготь (принаймні, мабуть, в останньому випадку) знищені, Северіан прагне збагнути низку відкриттів: про природу Бальдандра, про природу прибульців, які маніпулюють подіями на Урті і все-таки сповідують його друзів, а також природу Кігтя, який він носив так довго. Коли Северіан це робить, то виявляє, що наближається до краю війни на Півночі.

## Нагороди
У 1983 році «Меч ліктора» був нагороджений премією «Локус» (як найкращий фентезійний роман) та премії імені Августа Дерлета, окрім цього був серед номінантів премій «Неб'юла» (1982) та «Г'юго» в номінації «найкращий роман».